# El Fedjoudj
El Fedjoudj è un comune dell'Algeria, situato nella provincia di Guelma.